# Lago di Toblino
Il lago di Toblino (Tobliner See, in tedesco) è un piccolo lago alpino di fondovalle situato in Trentino, circondato da un rigoglioso canneto e da una vegetazione particolarmente interessante. Il lago e l'area circostante sono stati dichiarati un biotopo per i suoi pregi naturalistici, sia botanici sia etologici, ed è come tale tutelato dalla Provincia autonoma di Trento. La balneazione non è vietata, ma la bassa temperatura dell'acqua e le forti correnti la sconsigliano fortemente.
Si trova ad un'altitudine di 245 metri s.l.m. ed occupa la parte terminale della valle dei Laghi, non lontano da Trento e dai centri abitati di Padergnone, Sarche, Vezzano e Calavino.

## Genesi

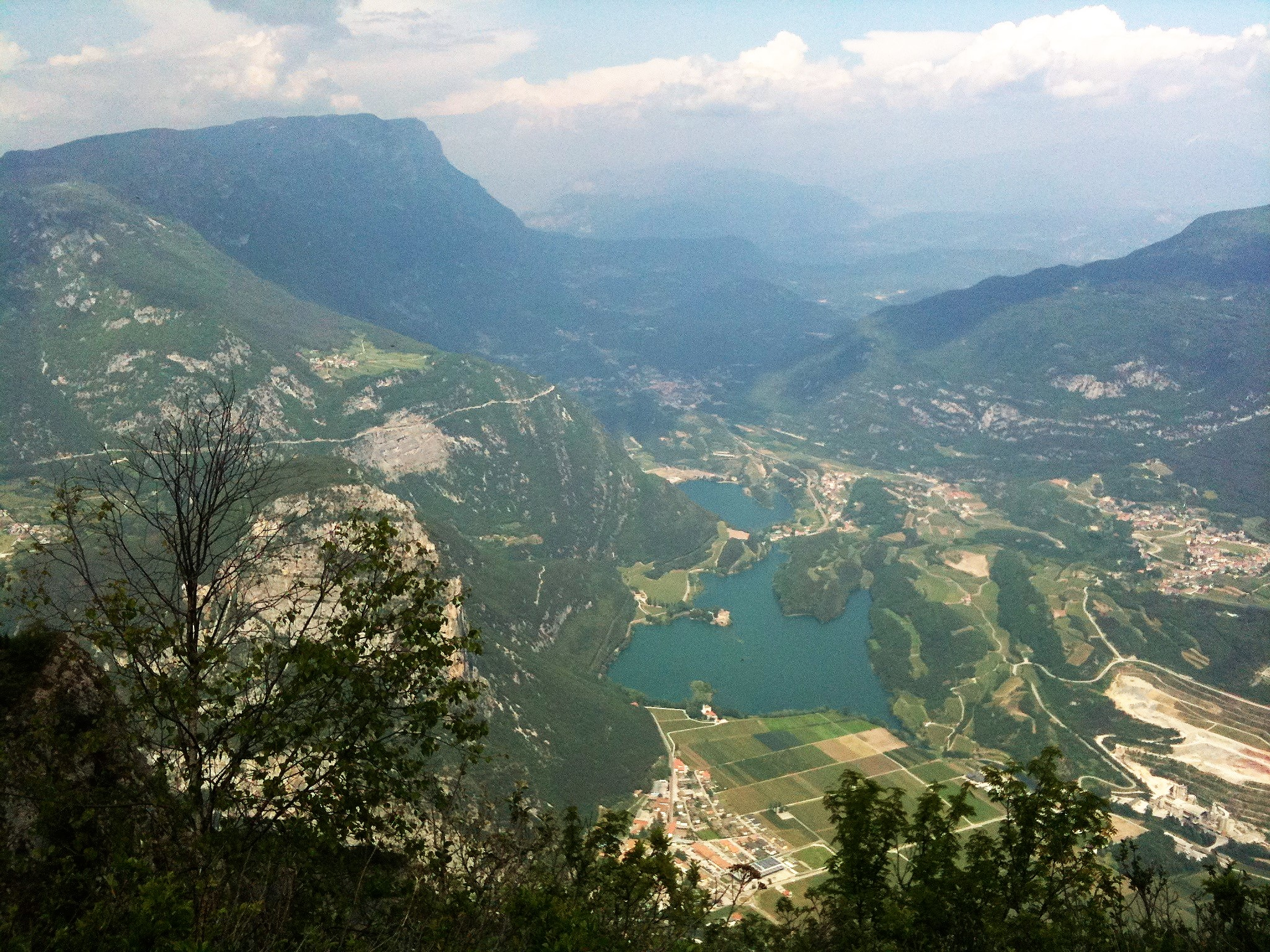
I laghi di Toblino e di Santa Massenza visti dal Monte Casale

Il lago si è formato per sbarramento da parte di un conoide alluvionale creato dal fiume Sarca all'uscita della forra del Limarò. Si tratta di un bacino dalle dimensioni molto contenute; inoltre, dopo la costruzione della vicina centrale idrica di Santa Massenza, nel 1951, si è innescato un processo di sedimentazione che, oltre a intorbidire leggermente le acque, ne sta lentamente diminuendo la profondità.

## Il biotopo
Il lago si trova in una condizione singolare dal punto di vista climatico: mentre le montagne vicine manifestano le tipiche caratteristiche delle zone alpine, nel fondovalle l'azione del lago e i residui del clima mite gardesano consentono lo sviluppo di specie submediterranee o addirittura, in coltivazione, di specie mediterranee.
Per questo motivo dal 1992 il biotopo Lago di Toblino è tutelato. La delibera della giunta provinciale della Provincia Autonoma di Trento n. 16949/1992 ha istituito il biotopo e, sulla  base dell'art. 5 L.P. 14/1986, prevede il divieto di entrare nella zona protetta con qualsiasi tipo di  mezzo di trasporto meccanico o animale; di abbandonare i sentieri ed aggirarsi nel biotopo al di  fuori di essi; di campeggiare; di balneazione; dell'uso di natanti; di sorvolo a  bassa quota e l'atterraggio di mezzi aerei di qualsiasi tipo.

## Monumenti e luoghi d'interesse

### Il castello di Toblino

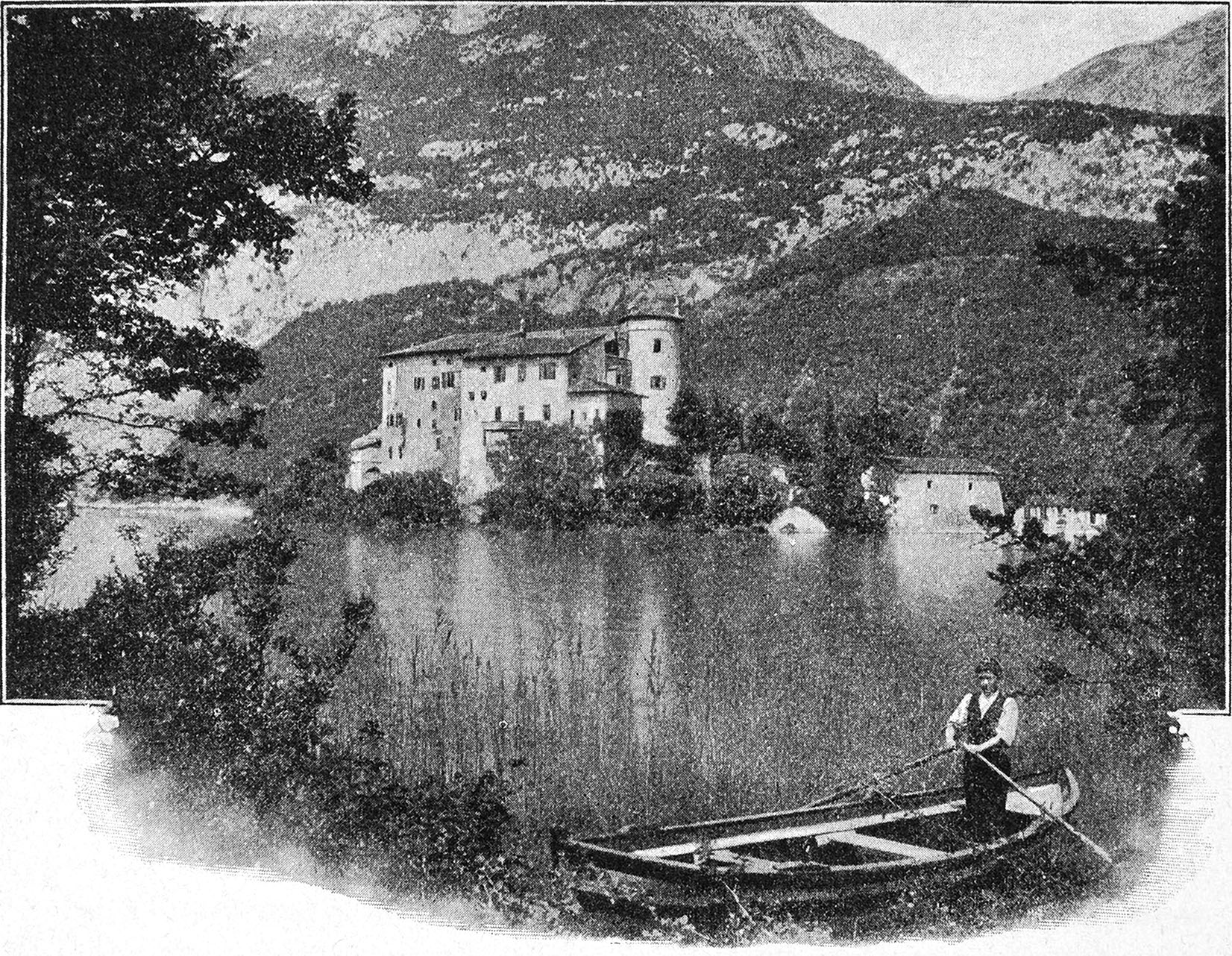
Il lago e il castello di Toblino da un'illustrazione tratta da Il Trentino: cenni geografici, storici, economici, di Cesare Battisti

Sulla mezzeria della riva nord del lago si trova un promontorio-penisola (un tempo isola formata da una frana rocciosa) su cui si erge Il castello di Toblino, originario del XII secolo ma ammodernato a partire dal Cinquecento da Bernardo Clesio prima e dai Madruzzo e dai Wolkenstein successivamente. In ottime condizioni, è tuttora utilizzato come ristorante.

#### Serenada a castel Toblin
tornerà en mi magior,

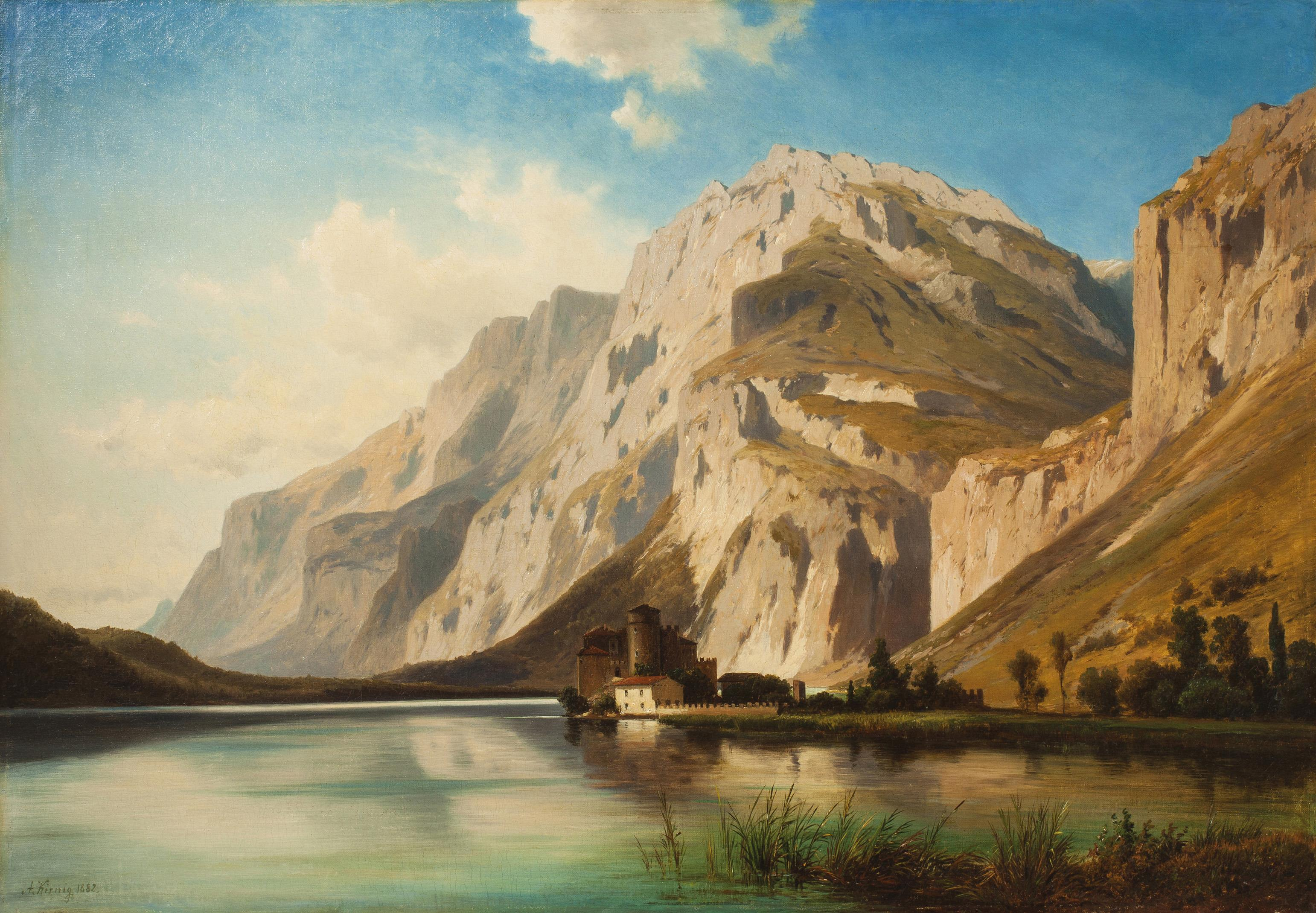
Il lago di Toblino in un dipinto di Alois Kirnig

ti, con la testa bionda postada sul me cor,

te me farai sentir che te sei mia...»
Con questa barcarola trentina per coro maschile nel 1926 Luigi Pigarelli trionfò ad un concorso di compositori per canti popolari. È una delle più celebri melodie del canto alpino, presente nel repertorio di numerosi cori di montagna. La versione universalmente più nota è quella del coro della SAT, per il quale lo stesso Pigarelli scriveva.
La sua caratteristica predominante è la stessa dello stile di Pigarelli: sotto ad una melodia dolcissima ed apparentemente semplice si stende un'armonizzazione elegante ma delicata. Anche il testo, pure opera del magistrato-musicista trentino, ha questo doppio binario: un testo in trentino reale, parlato, e anche dai doppi sensi quasi ingenui (com'è tipico della produzione musicale popolare), sagomato su un impianto poetico perfetto e percepibilissimo.
Il punto di maggior genio è raggiunto quando, nei due ritornelli, la tonalità muta una volta in sol minore e una volta in mi maggiore, seguendo la narrazione delle voci, uscendo per un attimo dagli schemi della tradizione popolare nella musica e nel testo con una squisita variatio colta.